# クラシカ・サンセバスティアン2011
クラシカ・デ・サン・セバスティアン2011(Clásica de San Sebastián 2011)は、スペイン・バスク地方で行われる自転車ロードレース「クラシカ・デ・サン・セバスティアン」の31回目のレースであり、2011年7月30日に行われた。
残り4kmからの小さな上りでアタックを決めたフィリップ・ジルベールがそのまま独走で大会初優勝を飾った。

## 参加チーム
| - AG2R・ラ・モンディアル - アンダルシア - カハグラナダ - アスタナ - BMC・レーシングチーム - カハ・ルラル - エウスカルテル・エウスカディ - ガーミン・サーヴェロ | - ジェオックス・TMC - チーム・HTC - ハイロード - ランプレ・ISD - レオパルド・トレック - リクイガス・キャノンデール - チーム・モビスター - オメガファーマ・ロット | - クイックステップ - ラボバンク - チーム・サクソバンク - サンガード - チーム・カチューシャ - チーム・レディオシャック - チーム・スカイ - ヴァカンソレイユ・DCM |

※斜字はコンチネンタルプロチーム

## 結果
| 順位 | 選手名                       | 国籍           | チーム                       | 時間          |
| ---- | ---------------------------- | -------------- | ---------------------------- | ------------- |
| 1    | フィリップ・ジルベール       | ベルギー       | オメガファーマ・ロット       | 5時間48分52秒 |
| 2    | カルロス・バレード           | スペイン       | ラボバンク                   | +12秒         |
| 3    | フレフ・ファンアヴェルマート | ベルギー       | BMC・レーシングチーム        | +14秒         |
| 4    | ホアキン・ロドリゲス         | スペイン       | チーム・カチューシャ         | 同            |
| 5    | ドリス・デヴェネインス       | ベルギー       | クイックステップ             | 同            |
| 6    | フランク・シュレク           | ルクセンブルク | レオパルド・トレック         | 同            |
| 7    | アイマル・スベルディア       | スペイン       | チーム・レディオシャック     | 同            |
| 8    | サムエル・サンチェス         | スペイン       | エウスカルテル・エウスカディ | 同            |
| 9    | リゴベルト・ウラン           | コロンビア     | チームスカイ                 | 同            |
| 10   | イェル・ファネンデルト       | ベルギー       | オメガファーマ・ロット       | +50秒         |
| 64   | 別府史之                     | 日本           | チーム・レディオシャック     | +9分08秒      |